# Maria Sonia Cristoff

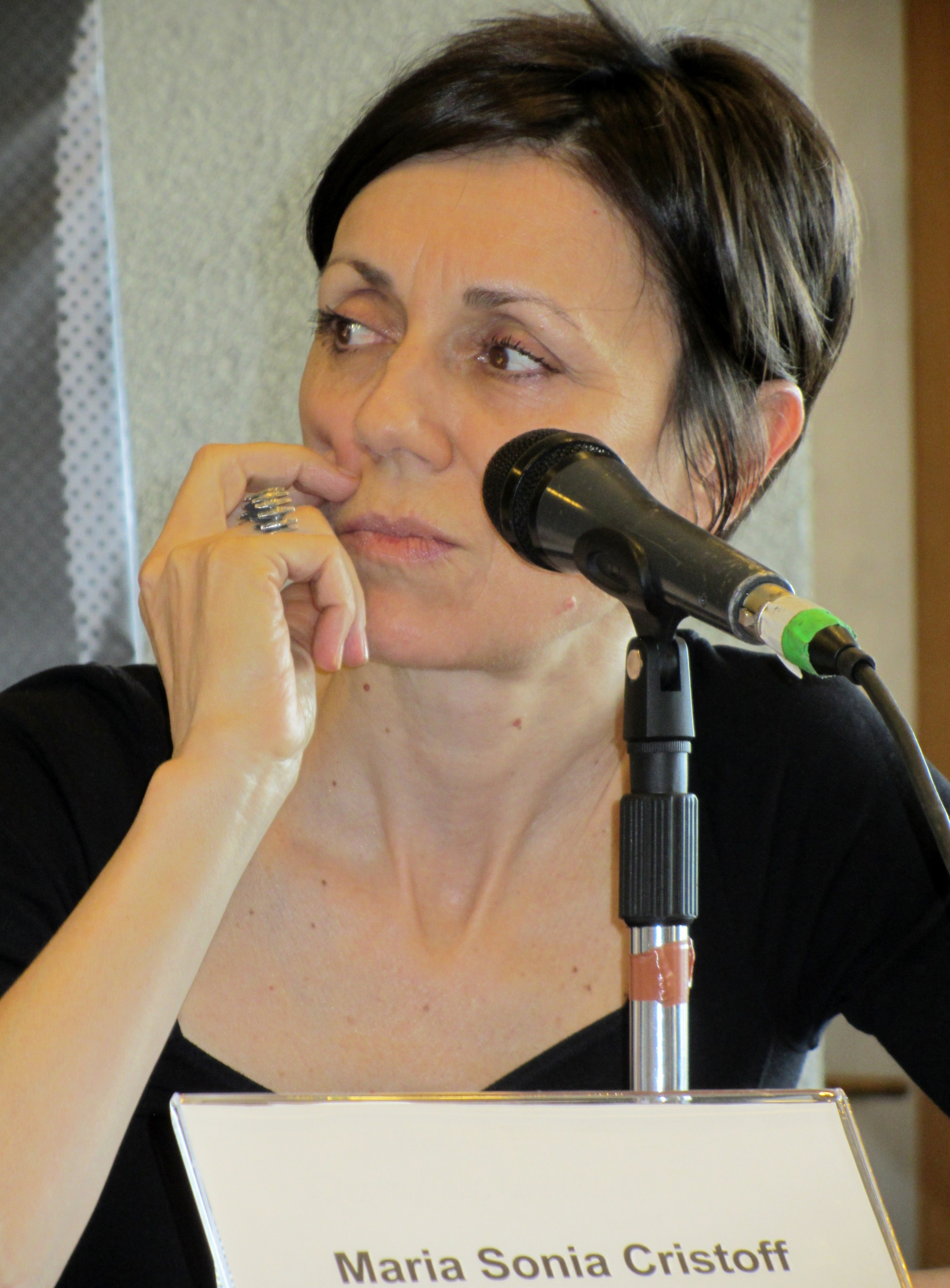
Cristoff tại hội chợ sách quốc tế Santiago 2015

María Sonia Cristoff (sinh năm 1965) là một nhà văn người Argentina. Bà sinh ra ở Trelew nhưng từ đầu những năm 1980 đã chuyển đến sống tại Buenos Aires.

## Nội dung tiểu thuyết
Cristoff viết cả tiểu thuyết và phi hư cấu. Một số chủ đề thông thường của bà là các hoạt động văn hóa như đi bộ và du lịch, mối quan hệ giữa con người và động vật, sự bà lập và cuộc sống ở đô thị hiện đại. Bà đã viết Falsa calma [A Calm False, 2005], một cuộc hành trình qua thị trấn ma ở Patagonia; Desubicados [Misfits, 2006], một tiểu thuyết diễn ra trong một ngày tại sở thú Buenos Aires, và tiểu thuyết Bajo influencia [Chịu ảnh hưởng, 2010]. Trong tác phẩm của cô, ranh giới giữa hư cấu và phim tài liệu là không rõ ràng. Những cuốn sách của bà ấy là một biên tập viên (Patagonia, Idea crónica và Pasaje a Oriente) có liên quan đến các chủ đề giống như câu chuyện của bà ấy. Bà dạy viết sáng tạo tại Centro Ricardo Rojas (Universidad de Buenos Aires) và đã tham gia với tư cách là một nhà văn nội trú ở Leipzig, Đức và tại Chương trình Viết Quốc tế tại Đại học Iowa. Các tác phẩm văn học và phê phán của bà đã được xuất bản trên nhiều tờ báo và tạp chí khác nhau tại nước ngoài, và các bài tường thuật và tiểu luận của bà đã được đưa vào các tập sách khác nhau.
Tất cả các tác phẩm của bà đã được dịch sang tiếng Đức và được Berenberg Verlag xuất bản.